# The Clash (альбом)
The Clash (с англ. — «Столкновение») — дебютный студийный альбом британской рок-группы The Clash, вышедший в 1977 году. Несмотря на то, что предварявший альбом сингл «White Riot» занял всего лишь 38-е место, альбом добрался до 12-й позиции в британском хит-параде — к большому удивлению лейбла и группы.
Диск состоит из раннего панк-арсенала коллектива (песни «I’m So Bored With The USA», «Career Opportunities», «London’s Burning»). Первоначально альбом планировалось записать в атмосфере живого выступления, — то есть без студийных обработок и отшлифовки звука. Однако в процессе работы, записи подверглись множественным наложениям, студийным эффектам. Тем не менее звук удалось сохранить «грязным». Во время сессий было подсчитано, что нового материала будет недостаточно для полноценного альбома, и тогда группа решила записать 6-минутную кавер-версию реггей-хита Джуниора Марвина «Police & Thieves».
В США альбом вышел в 1979 году и существенно отличался по составу песен. В 2000 году журнал «Q» поместил альбом на 48-е место в списке «100 величайших альбомов Великобритании».

## Обложка
Обложка альбома оформлена Берни Родсом, менеджером группы, и бас-гитаристом Полом Симононом.

## Альбомные синглы
- «White Riot / 1977» (март 1977)
- «Remote Control / London’s Burning [Live]» (май 1977)

## Список композиций
1. «Janie Jones» — 2:09
2. «Remote Control» — 3:03
3. «I’m So Bored With The USA» — 2:25
4. «White Riot» — 1:57
5. «Hate & War» — 2:07
6. «What’s My Name?» — 1:42
7. «Deny» — 3:03
8. «London’s Burning» — 2:13
9. «Career Opportunities» — 1:54
10. «Cheat» — 2:06
11. «Protex Blue» — 1:47
12. «Police & Thieves» — 6:04
13. «48 Hours» — 1:36
14. «Garageland» — 3:12